# Lepidostoma dubitans
Lepidostoma dubitans is een schietmot uit de familie Lepidostomatidae. De soort komt voor in het Oriëntaals gebied.